# Basia Frydman
Basia Frydman (født 17. juni 1946, død 21. august 2016) var en svensk skuespillerinde. 
Frydman studerede på Teaterhögskolan i Stockholm indtil 1972 og var efterfølgende tilknyttet Dramaten. I 1994 blev hun nomineret til en Guldbagge for bedste kvindelige hovedrolle i Slangebøssen (1993), der er instrueret af Åke Sandgren. Hun medvirkede desuden i Susanne Biers film Freud flytter hjemmefra, der havde premiere i 1991.
Frydman døde den 21. august 2016 efter en periode med kræftsygdom. Hun var mor til skuespillerinden Rebecka Teper (1972-2023).

## Udvalgt filmografi
- Bröderna Malm (tv-serie, 1973)
- Natten den 19 november (kortfilm, 1978)
- Distrikt 5 (tv-serie, 1983)
- Varuhuset (tv-serie, 1989)
- Freud flytter hjemmefra (1991)
- Slangebøssen (1993)
- Pariserhjulet (1993)
- Beck (tv-serie, 2001)
- Ingen tårer (2006)
- Tidsrejsen (2011)